# Pimelea sericea
Pimelea sericea är en tibastväxtart som beskrevs av Robert Brown. Pimelea sericea ingår i släktet Pimelea och familjen tibastväxter. Inga underarter finns listade i Catalogue of Life.